# Федин, Константин Александрович
Константи́н Алекса́ндрович Фе́дин (12 (24) февраля 1892, Саратов, Российская империя — 15 июля 1977, Москва, СССР) — русский советский писатель и журналист. Первый секретарь (1959—1971) и председатель правления (1971—1977) Союза писателей СССР. Член АН СССР и Немецкой академии искусств (ГДР) (1958). Герой Социалистического Труда (1967). Был номинирован на Нобелевскую премию по литературе (1968).

## Биография и творчество
Родился 12 (24) февраля 1892 года в Саратове в семье владельца писчебумажного магазина. С 1899 по 1901 год учился в Сретенском начальном училище. С детства был увлечён писательством. Не желая по настоянию отца идти «в коммерсанты», убегал из дома. В 1911 году всё же поступил в Московский коммерческий институт.
Первые публикации относятся к 1913 году — сатирические «мелочи» в «Новом Сатириконе». Весной 1914 года, окончив 3-й курс, уезжает в Германию для совершенствования в немецком языке, где его застала Первая мировая война (1914—1918). До 1918 года живёт в Германии на положении гражданского пленного, работает актёром в городских театрах Циттау и Гёрлица. В Циттау у Федина была возлюбленная — дочь врача Ханни Мрва (1895—1921). Несмотря на недовольство родителей Ханни — связь с русским пленным была предосудительной — отношения становились всё серьёзнее. После переезда Константина Федина в Гёрлиц, где он поступил на службу в местный театр, Ханни приезжала его навещать. После отъезда Федина в Россию в 1918 году Ханни намеревалась приехать к нему. До Федина дошли 25 писем Ханни. Последнее было написано 26 февраля 1921 года. Федин отправил Ханни как минимум 21 письмо, о получении которых она упоминает. Уже вскоре после возвращения Федина на родину посвящение Ханни появляется в журнальной публикации рассказа «Счастье»: «Посвящаю спартаковке Ханни М.». Обликом Ханни навеяны во многом образы героинь Федина: Мари Урбах («Города и годы»), Анны («Братья»), Гульды («Я был актёром»), Эльфы («Счастье»).
Федин возвращается в Москву, служит в Наркомпросе. В 1919 году живёт в Сызрани, работает секретарём городского исполкома, редактирует журнал «Отклики» (здесь под псевдонимом К. Алякринский публикуется первый рассказ Федина «Счастье») и газету «Сызранский коммунар». В ней под псевдонимом Пётр Швед публикует передовые статьи, очерки, фельетоны и даже театральные отзывы. В октябре 1919 года мобилизован и направлен в Петроград в политотдел Отдельной Башкирской кавалерийской дивизии, где служил до перевода в редакцию газеты 7-й армии «Боевая правда»; вступает в ряды РКП(б). Печатается в «Петроградской правде».
Весной 1921 года Федин входит в содружество «Серапионовы братья»; назначается ответственным секретарём, а вскоре и членом редколлегии журнала «Книга и революция». В этом же году Федин выходит из партии, объяснив это необходимостью «все силы отдать писательству». 1921—1922 гг. — секретарь редакции Государственного издательства в Петрограде; член правления писательской артели «Круг» и кооперативного издательства «Круг» (1923—1929); ответственный секретарь журнала «Звезда» (1924—1926); председатель правления «Издательства писателей в Ленинграде» (1928—1934). В 1920-е годы Фединым написаны повести «Анна Тимофевна» (1921—1922), «Наровчатская хроника» (1924—1925), «Мужики» (1926), «Трансвааль» (1925—1926), «Старик» (1928—1929), ряд рассказов. За рассказ «Сад» (1921) Федин получил первую премию на конкурсе «Дома литераторов» в Петрограде.

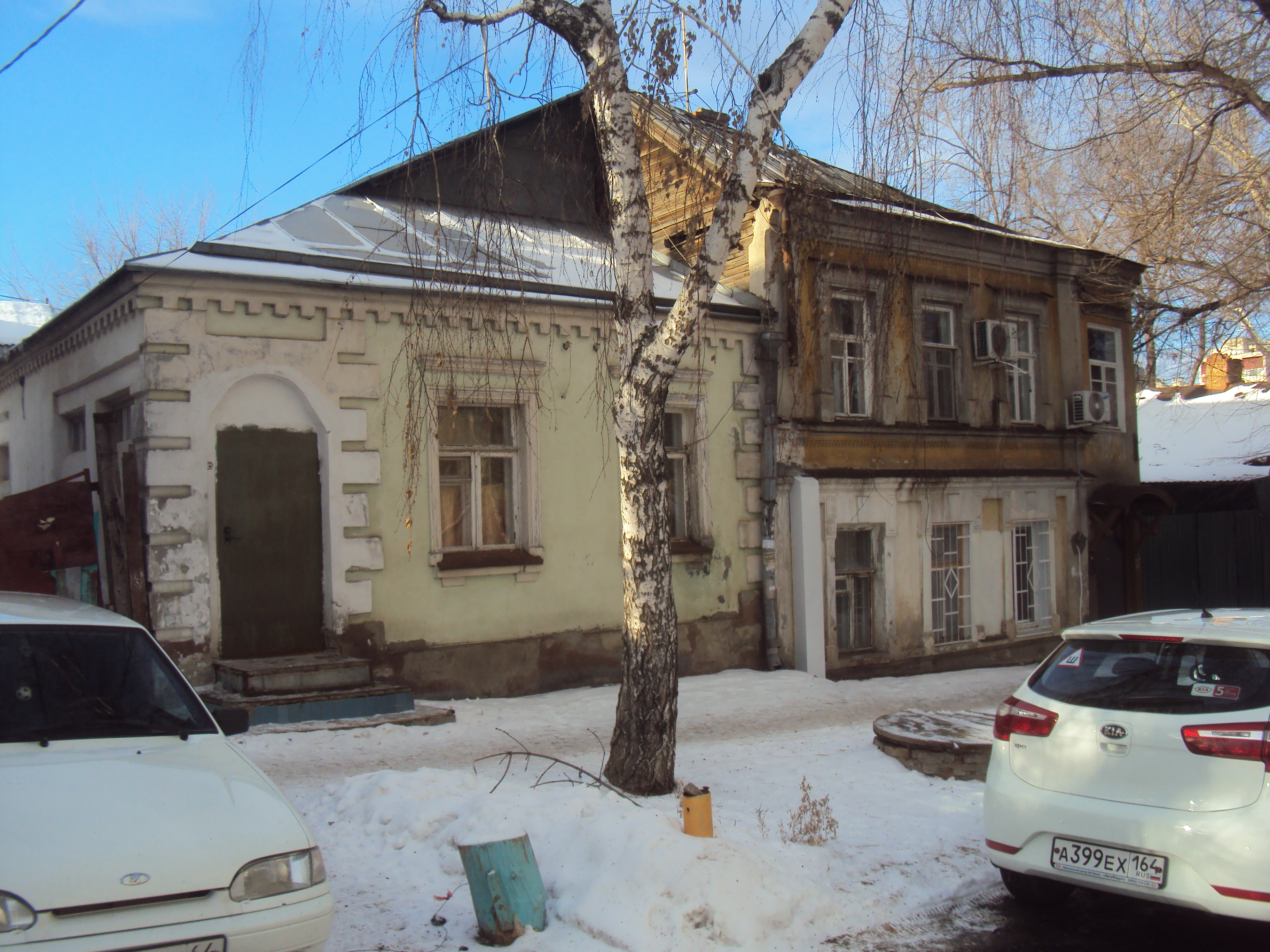
Дом, в котором жил писатель Федин

В эти же годы написал два своих лучших романа: «Города и годы», в котором отразились впечатления о жизни в Германии в годы Первой мировой войны и опыт гражданской войны в России, и «Братья» — роман о России революционной поры. Оба романа посвящены судьбам интеллигенции в революции и были с воодушевлением восприняты читателями как в России, так и за рубежом (с 1926 по 1929 гг. романы были изданы в переводах на немецкий, польский, чешский, испанский, французский языки). О «Братьях» Стефан Цвейг писал Федину 10 декабря 1928 года: «Вы обладаете тем, что так непонятно большинству в русских художниках (и чего я, к моему сожалению, совершенно лишён), — великолепной способностью изображать, с одной стороны, народное, совсем простое, человеческое, и одновременно создавать изысканные артистические фигуры, раскрывать духовные конфликты во всех их метафизических проявлениях».
Заболев тяжёлой формой туберкулёза лёгких, с сентября 1931 по ноябрь 1932 года Федин лечился в Давосе (Швейцария), а затем в Санкт-Блазиене (Германия). В 1933—1934 гг. как член оргкомитета Федин участвует в подготовке Первого Всесоюзного съезда писателей. До 1937 года Федин продолжал жить в Ленинграде (Литейный проспект, 33), потом переехал в Москву. В 1933—1935 годах работает над романом «Похищение Европы» — первым в советской литературе политическим романом. Роман «Санаторий „Арктур“» (1940), написанный по впечатлениям от пребывания в санатории для туберкулёзных больных в Давосе, тематически перекликается с «Волшебной горой» Томаса Манна. Выздоровление героя — советского гражданина — на фоне находящегося под гнётом экономического кризиса Запада накануне прихода к власти фашистов символизирует преимущества советского строя.
В годы Великой Отечественной войны с октября 1941 года по январь 1943 года живёт с семьёй в эвакуации в городе Чистополь. С ноября 1945 по февраль 1946 года — специальный корреспондент газеты «Известия» на Нюрнбергском процессе. В годы Великой Отечественной войны им написаны три цикла очерков по впечатлениям от поездок на прифронтовые и освобождённые от оккупации области, а также книга воспоминаний «Горький среди нас» о литературной жизни Петрограда начала 1920-х годов, о группе «Серапионовы братья» и роли, которую играл Горький в судьбах начинающих писателей. Книга неоднократно подвергалась жёсткой официальной критике за искажение образа Горького и в полном объёме была напечатана лишь в 1967 году. К. И. Чуковский писал об этой книге «Словом, как ни смотри, с какой стороны ни подойди, это вершинная книга из всех современных мемуарных. Книга классическая. И я рад, что она избавлена от прежних увечий».
Начиная с 1943 года работает над трилогией «Первые радости» (1943—1945), «Необыкновенное лето» (1945—1948), «Костёр» (начат в 1949; вторая книга осталась незаконченной). В 1957 году вышел сборник «Писатель, искусство, время» (1957), включивший в себя публицистические статьи о писательском труде и очерки о писателях классиках и современниках. Об этой книге Борис Пастернак писал Федину: «Я с большим опозданием начал читать твою книгу, и спешу сказать тебе о восторге, охватившем меня с первых страниц… Также хороши как Пушкин, почти все „Вечные спутники“. Неожиданно хороша статья об Эренбурге, в том же почти уровне. О Блоке и Зощенке — с какими-то препятствиями, без такого сквозного, победоносного бушевания…».
С 1947 по 1955 годы Федин — руководитель секции прозы, а затем председатель правления (1955—1959) Московского отделения Союза писателей СССР. Первый секретарь (1959—1971) и председатель правления (1971—1977) СП СССР.
В 1958 году Федин был избран академиком АН СССР по Отделению литературы и языка. В 1968 году выдвигался на Нобелевскую премию, но Шведская академия, сочтя, что основные литературные заслуги писателя «отстоят слишком далеко по времени», не стала всерьёз рассматривать его кандидатуру.
Федин умер 15 июля 1977 года, похоронен в Москве на Новодевичьем кладбище (участок № 9)[5].

## Критика
В. Кирпотин записал в дневнике в 1939 году:
Алексей Толстой предложил сделать доклад Федину. Тот ответил игриво:
— Отвалите куш, заплатите, наймите — сделаю.
Откровенно и ясно. Представитель омертвевших. Ни жизни, ни идей, даже умение растеряно. Требует себе содержание не по сути, а по званию. А Федин ещё не худший.
В период до Великой Отечественной войны Федин занимал активную общественную позицию, неоднократно выступая защитником права писателя на свободу творчества и отстаивая традиции великой русской литературы. Однако в послевоенный период соответственно занимаемым им постам «руководителя советской литературы» его позиция по наиболее острым моментам литературной жизни страны становится всё более пассивной и полностью соответствующей линии партии и правительства. Федин не выступил в защиту Б. Л. Пастернака, с которым до этого дружил 20 лет, уговаривал его отказаться от Нобелевской премии. Его отсутствие на похоронах друга объяснялось не трусостью, а тяжёлой болезнью, совпавшей со смертью поэта. Он выступил в секретариате Союза писателей против публикации романа А. И. Солженицына «Раковый корпус», хотя ранее приветствовал публикацию в «Новом мире» «Одного дня Ивана Денисовича». Он также подписал Письмо группы советских писателей в редакцию газеты «Правда» 31 августа 1973 года о Солженицыне и Сахарове.

## Семья
Первая жена К. А. Федина (с 1922 г.) — Дора Сергеевна (урождённая Александер; 1895 — 11 апреля 1953), работала машинисткой в частном издательстве Гржебина. Похоронена на Введенском кладбище.
Дочь — Нина (21 сентября 1922 — 11 января 2018) — актриса. Её муж — Александр Викторович Роговин (1921—2005), актёр. Во многом благодаря усилиям дочери в 1981 году в Саратове появился музей К. Федина.
Внуки писателя — Варвара Фомина (род. 1945), химик, кандидат технических наук и Константин Роговин (род. 1955), доктор биологических наук, ведущий научный сотрудник Института проблем экологии и эволюции РАН. Сын последнего — Илья Роговин (род. 1985), актёр.
Вторая (гражданская) жена — Ольга Викторовна Михайлова (1905—1992).

## Награды и звания
- Герой Социалистического Труда (23.02.1967)
- четыре ордена Ленина (23.02.1962; 23.02.1967; 23.02.1972; 17.09.1975)
- орден Октябрьской Революции (02.07.1971)
- два ордена Трудового Красного Знамени (31.01.1939; 25.02.1952)
- медали
- Орден «За заслуги перед Отечеством» 1-й степени ГДР
- золотой орден «Звезда дружбы народов» — награда Государственного Совета ГДР[22]
- Сталинская премия первой степени (1949) — за романы «Первые радости» (1945) и «Необыкновенное лето» (1947—1948)[23]

## Память

### Музей
- В 1981 году в здании Сретенского начального училища, где учился Федин, был открыт Музей К. А. Федина по адресу: Саратов, улица Чернышевского, дом 154.

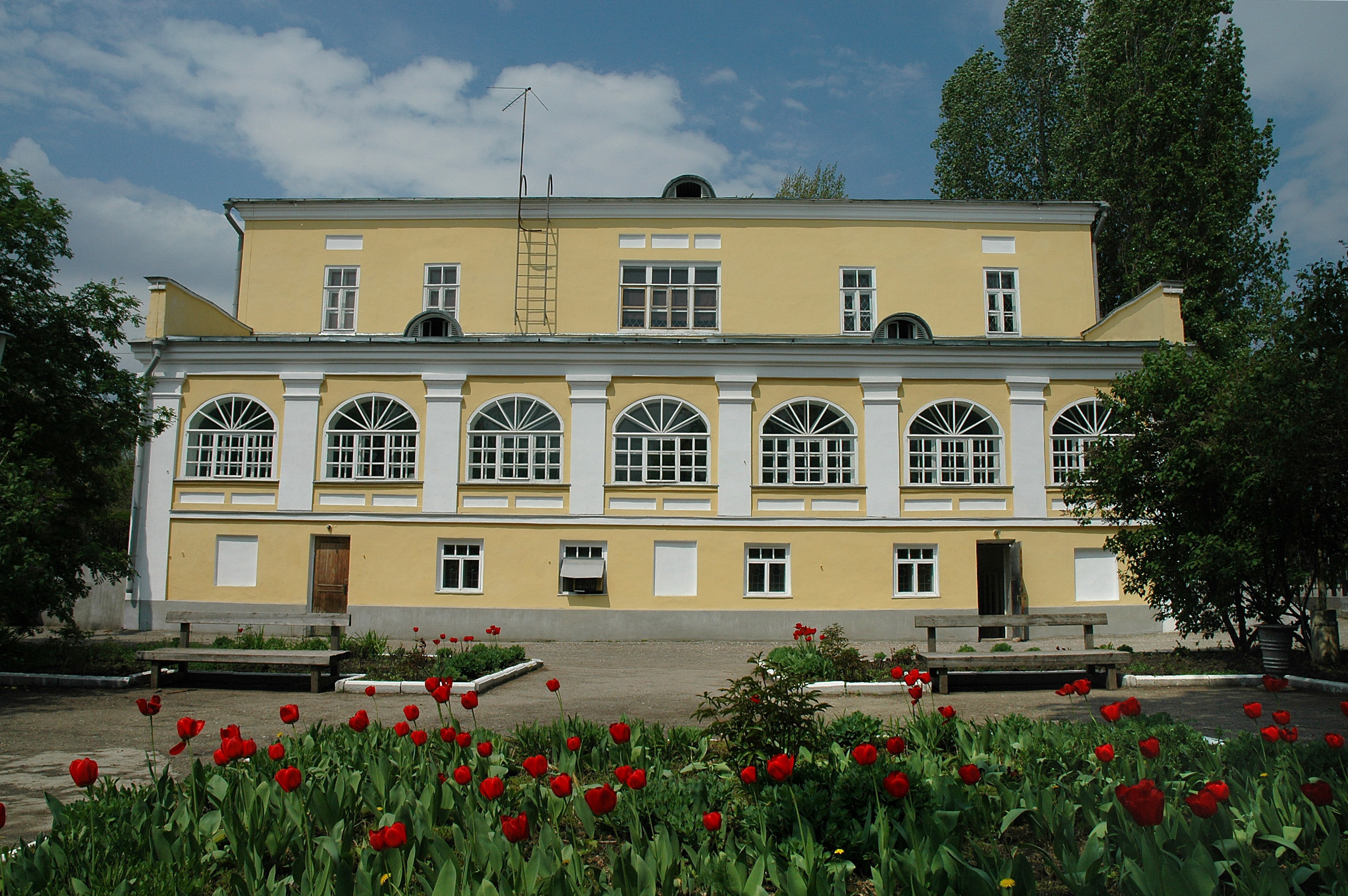
Здание музея К.А. Федина
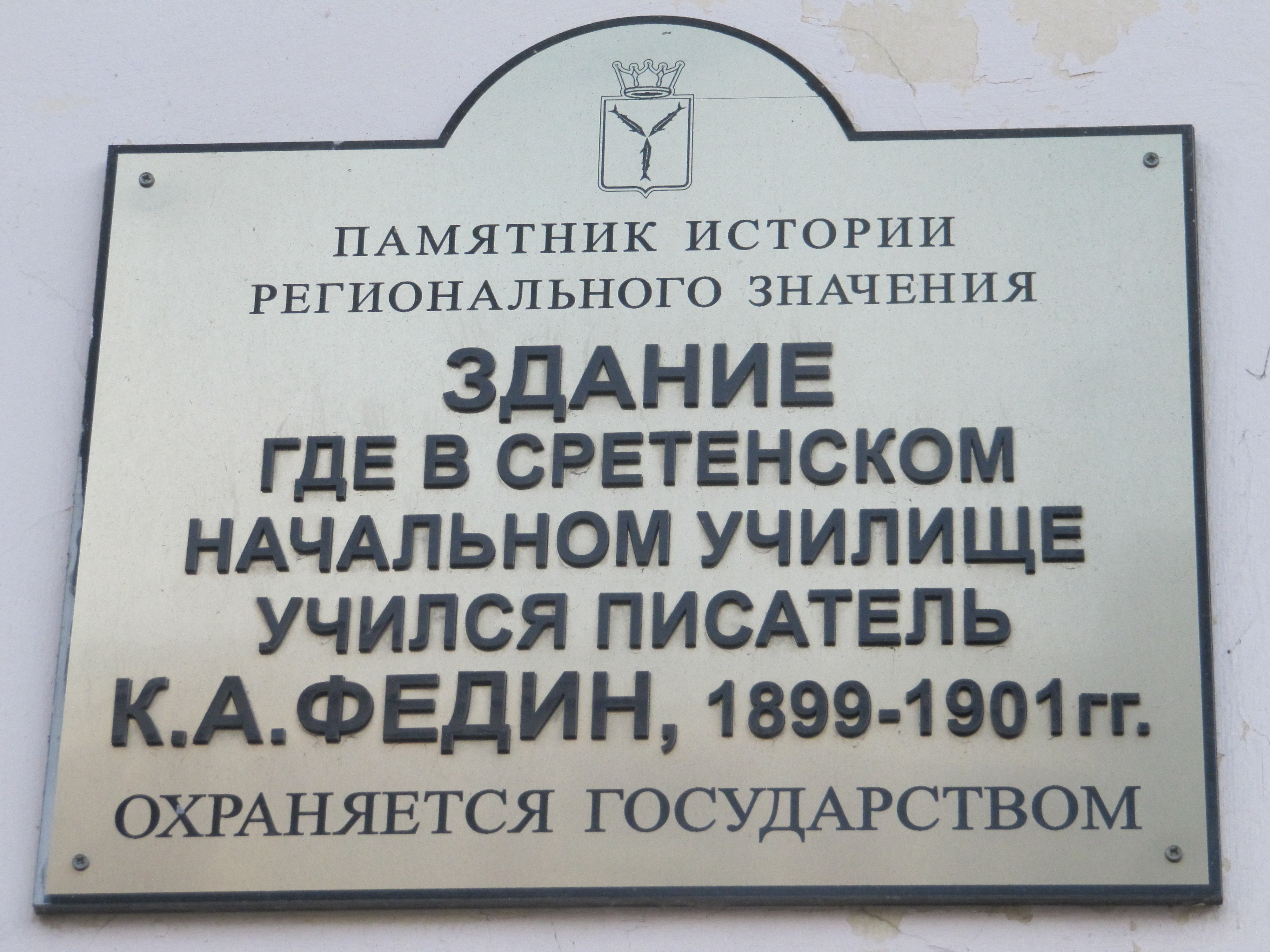
Мемориальная табличка

### Именные улицы в городах
- Братислава
- Москва
- Чебоксары
- Сызрань

### Именная площадь
- В Саратове

### Памятник
- Памятник К. А. Федину в Саратове. Скульпторы А. П. Кибальников, В. Н. Протков; архитектор Ю. И. Менякин.

### Имя носят
- Саратовский государственный педагогический институт
- Круизный теплоход «Константин Федин»

|                                  |                                               |
| Памятник К. А. Федину в Саратове | Могила Федина на Новодевичьем кладбище Москвы |

## Киновоплощения
- 2011 — Фурцева — Анатолий Яббаров